# NGC 4284
NGC 4284 is een spiraalvormig sterrenstelsel in het sterrenbeeld Grote Beer. Het hemelobject werd op 17 april 1789 ontdekt door de Duits-Britse astronoom William Herschel.

## Synoniemen
- UGC 7393
- MCG 10-18-26
- ZWG 293.11
- KCPG 329A
- PGC 39775